# Gouvernement Kopacz
IIIe République de Pologne
Tusk II Szydło
Le gouvernement Kopacz (en polonais : Rząd Ewy Kopacz) dirige la République de Pologne du 22 septembre 2014 au 16 novembre 2015, durant la septième législature de la Diète et la huitième législature du Sénat.

## Coalition et historique
Dirigé par la nouvelle présidente du Conseil des ministres Ewa Kopacz, précédemment présidente de la Diète, ce gouvernement est constitué et soutenu par une coalition de centre droit entre la Plate-forme civique (PO) et le Parti paysan polonais (PSL). Ensemble, ils disposent de 235 députés sur 460, soit 51,1 % des sièges de la Diète.
Il est formé à la suite de la démission de Donald Tusk, au pouvoir depuis novembre 2007. Il succède donc au gouvernement Tusk II, également constitué et soutenu par la PO et le PSL.

### Formation
Le 30 août 2014, le Conseil européen désigne Tusk comme son nouveau président. Bien que sa prise de fonction soit prévue au 1er décembre, il anticipe largement son départ du pouvoir. Le 4 septembre, il annonce soutenir la présidente de la Diète, Ewa Kopacz, première vice-présidente de la PO, pour lui succéder, quand bien même l'opinion lui préfère Grzegorz Schetyna et Radosław Sikorski. Cette candidature est approuvée par le bureau de la PO, puis par le PSL quatre jours plus tard.
Il remet alors sa démission au président de la République Bronisław Komorowski dès le lendemain, 9 septembre. Ewa Kopacz est officiellement désignée formatrice trois jours plus tard, et elle présente son équipe renouvelée d'un tiers le 19 septembre. Parmi les nouveaux membres, Grzegorz Schetyna devient ministre des Affaires étrangères tandis que l'ancien ministre des Transports Cezary Grabarczyk est nommé ministre de la Justice. Radek Sikorski quitte la diplomatie pour prendre la présidence de la chambre basse.

### Succession
Le nouvel exécutif est assermenté devant le chef de l'État le 22 septembre. Le 1er octobre se tient le vote de confiance à la Diète. Avec 449 présents, la majorité requise est fixée à 225 voix. Le gouvernement reçoit 259 suffrages favorables, bénéficiant du soutien de sa coalition et de Ton Mouvement (TR).

## Composition

### Initiale (22 septembre 2014)
- Les nouveaux membres sont indiqués en gras, ceux ayant changé d'attribution en italique.

| Poste | Titulaire | Titulaire                                                                    | Parti |
| --- | --------- | ---------------------------------------------------------------------------- | ----- |
| Présidente du Conseil des ministres |           | Ewa Kopacz                                                                   | PO    |
| Vice-président du Conseil des ministres Ministre de l'Économie                                                                             |           | Janusz Piechociński                                                          | PSL   |
| Vice-président du Conseil des ministres Ministre de la Défense nationale                                                                   |           | Tomasz Siemoniak                                                             | PO    |
| Ministre de la Santé |           | Bartosz Arłukowicz                                                           | PO    |
| Ministre des Sports et du Tourisme |           | Andrzej Biernat                                                              | PO    |
| Ministre de la Justice |           | Cezary Grabarczyk (jusqu'au 30/04/2015) Borys Budka (à partir du 04/05/2015) | PO    |
| Ministre de l'Environnement |           | Maciej Grabowski                                                             | Aucun |
| Ministre de l'Administration et du Numérique                                                                                               |           | Andrzej Halicki                                                              | PO    |
| Ministre du Trésor d'État |           | Włodzimierz Karpiński                                                        | PO    |
| Ministre de l'Éducation nationale |           | Joanna Kluzik-Rostkowska                                                     | Aucun |
| Ministre de la Science et de l'Enseignement supérieur                                                                                      |           | Lena Kolarska-Bobińska                                                       | PO    |
| Ministre du Travail et de la Politique sociale                                                                                             |           | Władysław Kosiniak-Kamysz                                                    | PSL   |
| Ministre de la Culture et du Patrimoine national                                                                                           |           | Małgorzata Omilanowska                                                       | Aucun |
| Ministre de l'Intérieur |           | Teresa Piotrowska                                                            | PO    |
| Ministre de l'Agriculture et du Développement rural                                                                                        |           | Marek Sawicki                                                                | PSL   |
| Ministre des Affaires étrangères |           | Grzegorz Schetyna                                                            | PO    |
| Ministre des Finances |           | Mateusz Szczurek                                                             | Aucun |
| Ministre des Infrastructures et du Développement                                                                                           |           | Maria Wasiak                                                                 | Aucun |
| Ministre sans portefeuille Chef de la chancellerie de la présidence du Conseil des ministres Président du Comité permanent du gouvernement |           | Jacek Cichocki                                                               | Aucun |

### Remaniement (15 juin 2015)
- Les nouveaux membres sont indiqués en gras, ceux ayant changé d'attribution en italique.

| Poste                                                                                        | Titulaire | Titulaire                 | Parti |
| -------------------------------------------------------------------------------------------- | --------- | ------------------------- | ----- |
| Présidente du Conseil des ministres                                                          |           | Ewa Kopacz                | PO    |
| Vice-président du Conseil des ministres Ministre de l'Économie                               |           | Janusz Piechociński       | PSL   |
| Vice-président du Conseil des ministres Ministre de la Défense nationale                     |           | Tomasz Siemoniak          | PO    |
| Ministre de la Santé                                                                         |           | Marian Zembala            | Aucun |
| Ministre des Sports et du Tourisme                                                           |           | Adam Korol                | Aucun |
| Ministre de la Justice                                                                       |           | Borys Budka               | PO    |
| Ministre de l'Environnement                                                                  |           | Maciej Grabowski          | Aucun |
| Ministre de l'Administration et du Numérique                                                 |           | Andrzej Halicki           | PO    |
| Ministre du Trésor d'État                                                                    |           | Andrzej Czerwiński        | PO    |
| Ministre de l'Éducation nationale                                                            |           | Joanna Kluzik-Rostkowska  | Aucun |
| Ministre de la Science et de l'Enseignement supérieur                                        |           | Lena Kolarska-Bobińska    | PO    |
| Ministre du Travail et de la Politique sociale                                               |           | Władysław Kosiniak-Kamysz | PSL   |
| Ministre de la Culture et du Patrimoine national                                             |           | Małgorzata Omilanowska    | Aucun |
| Ministre de l'Intérieur                                                                      |           | Teresa Piotrowska         | PO    |
| Ministre de l'Agriculture et du Développement rural                                          |           | Marek Sawicki             | PSL   |
| Ministre des Affaires étrangères                                                             |           | Grzegorz Schetyna         | PO    |
| Ministre des Finances                                                                        |           | Mateusz Szczurek          | Aucun |
| Ministre des Infrastructures et du Développement                                             |           | Maria Wasiak              | Aucun |
| Ministre sans portefeuille Chef de la chancellerie de la présidence du Conseil des ministres |           | Jacek Cichocki            | Aucun |